# Kupid in Psihe
Kupid in Psihe je zgodba, ki izvira iz Metamorfoz (imenovana tudi Asinus aureus, edini antični rimski roman v latinščini, ki je v celoti preživel), ki jo je v 2. stoletju našega štetja napisal Lucius Apuleius Madaurensis (ali Apulej). Zgodba govori o premagovanju ovir za ljubezen med Psihe ( / ˈsaɪkiː /; grško: Ψυχή, grška izgovorjava: [psyː.kʰɛ̌ː], "Duša" ali "Dih življenja") in Kupidom (latinsko Cupido, "Želja") ali Amor ("Ljubezen", grško Eros, Ἔρως) in njuna končna zveza v sveti poroki. Čeprav je edina razširjena pripoved iz antike Apulejeva iz 2. stoletja našega štetja, se Eros in Psihe pojavita v grški umetnosti že v 4. stoletju pr. n. št. Neoplatonski elementi zgodbe in namigovanja na skrivnostne religije so opremljeni z različnimi interpretacijami, analizirali pa so jo kot alegorijo in v luči ljudske pravljice in mita.
Zgodba o Kupidu in Psihe je bila znana Boccacciu v ok. 1370, a editio princeps sega v leto 1469. Od takrat je bila recepcija Kupid in Psihe v klasični tradiciji obsežna. Zgodba je bila ponovljena v poeziji, drami in operi, široko pa upodobljena v slikarstvu, kiparstvu in celo tapetah. Čeprav se Psihe v rimski mitologiji običajno imenuje z njenim grškim imenom, je njeno rimsko ime v neposrednem prevodu Anima.

## V Apuleju
Zgodba o Kupidu in Psihe (ali "Erosu in Psihe") je postavljena na sredino Apulejevega romana in zavzema približno petino celotne dolžine. Roman je prvoosebna pripoved glavnega junaka Lucija. Lucij se je s čarovnijo, ki je šla narobe, spremenil v osla, podvržen različnim preizkušnjam in dogodivščinam ter nazadnje povrne človeško podobo tako, da je z Isido izjedel vrtnice. Zgodba Psihe ima nekaj podobnosti, vključno s temo nevarne radovednosti, kazni in preizkusov ter odrešenja po božji naklonjenosti.
Kot strukturno ogledalo vseobsegajoče zgodbe je zgodba primer mise en abyme (V zahodni umetnostni je formalna tehnika vstavljanja kopije slike vase, pogosto na način, ki nakazuje neskončno ponavljajoče se zaporedje). Pojavlja se v zapletenem pripovednem okviru, Lucij pa pripoveduje zgodbo, ki jo je stara ženska povedala Charite, nevesti, ki so jo na dan poroke ugrabili pirati in jo ujeli v jami.  Srečen konec Psihe naj bi v enem od več primerov Apulejeve ironije ublažil strah Charite pred posilstvom.
Čeprav se zgodba upira razlagi kot strogi alegoriji določenega platonskega argumenta, se je Apulej na splošno oprl na podobe, kot sta naporen vzpon krilate duše (Phaedrus, Platon 248) in združitev z božanskim, ki jo je Duša dosegla s pomočjo daimonske ljubezni (Symposium, Platon 212b).

### Zgodba
Pripoved zavzema velik prostor v enajstih knjigah Metamorfoze ali Zlati osel: predstavlja konec četrte knjige, celotne pete knjige in večine šeste knjige (4,28–6,24). Zgodba o Amorju in Psihi ne izhaja iz grškega modela Metamorfoz; očitno gre za Apulejevo stvaritev. Vgrajena je v upodobitev usode deklice Charite, ki jo je ugrabila skupina roparjev. Stara gospodinja roparjev pripoveduje Charite, da bi jo odvrnila od trpljenja, zgodbo o bogu Amorju in kraljevi hčerki Psihe, katere ime je grška beseda za "dušo".
Psihe je najmlajša in najlepša od treh lepih kraljevih hčera. Tako je lepa, da vsi nehajo častiti Venero, boginjo lepote in ljubezni. Jezna, Venera pokliče svojega zvestega sina Amorja in mu ukaže, naj se Psihe zaljubi v slabega človeka. Oče pošlje svojo hčerko - kot mu je naročil bog Apolon - v poročni obleki na osamljen gorski vrh, kjer naj bi se poročila s strašnim demonom. Toda namesto, da bi postala demonova žena, jo Zefir, gospodar vetrov, po navodilih Amorja pripelje v pravljični grad, saj je sam podlegel nezemeljski lepoti Psihe.
Njen trenutni ljubimec Amor obiskuje ta grad noč za nočjo, a podnevi izgine, ne da bi ga ona videla. Ker se Psihe počuti osamljeno, ji dovoli obisk njenih sester. A Amor / Kupid jo opozori, naj ne dovoli zavesti se sestram, da ugotovijo, kdo je.
Sestre so sprva vesele, da je Psihe varna in zdrava, a jih je kmalu prevzela zavist. Ob drugem obisku jim uspe naivno dekle, ki zdaj pričakuje otroka, prepričati, da je Kupid res grozna kača, zato se z njo nikoli ne sooči pri dnevni svetlobi, poleg tega pa namerava požreti nosečnico.
V strahu zase in za svojega nerojenega otroka sledi nasvetom sester in fanta ponoči čaka z oljenko in nožem. Ko razsvetli svojega ljubimca, pa ne vidi pošasti, ampak lepo telo krilatega Kupida. Psihe preplavi ljubezen do svojega božanskega fanta in zato ne opazi, kako kapljica vročega olja pade na Kupidova ramena. Bog, ki ni ubogal svoje matere, se počuti izdanega, odleti in pusti Psihe neutolažljivo.
Venera je besna, ker njen sin ni upošteval njenih ukazov in bo namesto tega rodil otroka s Psihe. Venera najde dekle in jo prisili, da za boginjo opravlja različne življenjsko nevarne naloge. Zahvaljujoč pomoči mravlje, govorečega trstičja, stolpov itd. jih uspe rešiti. Pri zadnji nalogi pa se prepusti želji, da bi ponovno osvojila svojega ljubimca. Zato, da bi mu postala lepa, odpre škatlo, v kateri naj bi bilo lepotno mazilo, ki ga je Veneri namenila Plutonova žena Prozerpina, in pade v smrti podoben spanec, ki je edina vsebina posode.
Kupid si je zdaj opomogel od opekline z vročim oljem in hiti rešiti Psihe. Ker jo ima še vedno rad, s svojimi krili preganja spanje smrti nazaj v škatlo. Medtem ko Psihe dostavi škatlo, Kupid odleti do Jupitra in prosi za dovoljenje, da se poroči s Psihe. Vrhovni bog (po drugi zgodbi, glasnik bogov Merkur) je potrpežljiv, izroči Psihe skodelico z ambrozijo in jo s tem naredi nesmrtno, tako da poroke med bogovi nič ne prepreči.
Psihe rodi Kupidu lepo hčerko, ki se imenuje Voluptas (poželenje).

## Umetniške predstave
Zgodba o Kupidu / Amorju in Psihe je imela raznolik vpliv v literaturi in glasbi, predvsem pa v likovni umetnosti. Par je upodobljen na številnih slikah in skulpturah. Najbolj znane so skulpture Antonia Canove v vili Carlotta ob Komskem jezeru in Rodena v Louvru ter Ermitažu, kiparska skupina Reinholda Begasa v Alte Nationalgalerie v Berlinu in jedkanice Maksa Klingerja. Slikar Moritz von Schwind je okrasil paviljon lastnika Schwinda s številnimi freskami v graščini v Rüdigsdorf (Kohren-Sahlis) na Saškem. Številne psihedelične predstavitve prihajajo tudi od Bertela Thorwaldsena in več njegovih študentov in naslednikov, med drugim Wolfa von Hoyerja in Ferdinanda Schlötha.
V glasbi je med drugim César Franck napisal triglasno simfonično pesem Psihe za zbor in orkester, tako kot Richard Franck tonsko pesem za velik orkester Liebesidyll Amor und Psyche (op. 40). S Till we have Faces (Vi ste odgovor) je C. S. Lewis podal sodobno interpretacijo te zgodbe.
Prvi balet o Kupidu in Psihe je bil izveden v Louvru leta 1619. Leta 1656 ji je sledila Psihe z glasbo Jean-Baptiste Lullyja. Balet Psyche et l’Amour Jeana Georgesa Noverreja po glasbi Jean-Josepha Rodolpheja se je v Evropi široko predvajal.
Za narativno raziskovanje je Kupid in Psihe najstarejša pisna različica pravljičnega tipa ženina.
V romanu Das Parfum Patricka Süskinda in v njegovi filmski priredbi ima parfum z imenom Amor in Psihe pomembno vlogo.
Pariški kamejski diadem, nekoč domnevno darilo Napoleona Bonaparta njegovi prvi ženi, cesarici Joséphine, zdaj pa del švedskega kronskega zaklada, je okrašen tudi s upodobitvijo Kupida in Psihe.
Kratek film umetniškega dvojca VestAndPage se imenuje Amor in Psihe (In Times of Plagues) (2020).

## Galerija

### Kipi
- Kupid in Psihe (2. stoletje)
- Kupid in Psihe (ok. leta 150)
- Amor (Kupid) poljubi Psihe Antonio Canova, Louvre
- Kupid in Psihe, Clodion (umrl 1814)
- Psihe, Bertel Thorvaldsen (d. 1844)

### Slike
- Orazio Gentileschi razkrije erotično ranljivost moške figure v svojem "Kupidu in Psihe (1628–30)
- Kupid in Psihe (1817), Jacques-Louis David: izbira pripovednega trenutka-svoboden mladostnik Kupid odhaja iz Psihine postelje z "zlobnim veseljem" [14]—was a new twist on the well-worn subject[15]
- Amor in Psihe (1589), Jacopo Zucchi
- Pokrajina s Psihe zunaj Kupidove palače (Začarani grad) (1664), Claude Lorrain
- Amor in Psihe, Louis-Jean-François Lagrenée
- Alegorija ljubezni, Kupid in Psihe, Francisco Goya
- Kupid in Psihe (1850–55), Károly Brocky
- Kupid in Psihe (1843), Jean-Pierre Saint-Ours
- Kupid in Psihe v zakonski postelji, Hugh Douglas Hamilton
- Ugrabitev Psihe, William-Adolphe Bouguereau
- Psihe dvigne Zefir (Romantika, ca. 1800), Pierre-Paul Prud'hon
- Zapuščena Psihe, François-Édouard Picot
- Psihe (1890), John Reinhard Weguelin
- Psihe odpira zlato škatlo (1903), John William Waterhouse